# Драган Калмаревић
Драган Калмаревић (1925 — ?) био је српски аутор стрипова. Најпознатији стрипови су му „Шума гори“ (по роману Џејмса Кервуда), „Доведите их живе“ и „Десети дан“ које је објављивао 1950-их и 1960-их.
У старијој историографији Калмаревићу је приписивано да је био и аутор предратних и ратних стрипова под наводним псеудонимима Вељко Коцкар и Маријан Ебнер. Међутим, данас се зна да то нису псеудоними већ права имена ова два друга аутора, а самим тим и да Калмаревић није аутор стрипова који су тако потписани.